# Tongdian
Tongdian (kitajsko 通典, Wade–Giles T'ung-tien, dobesedno celovite institucije) je kitajska institucionalna zgodovina in enciklopedija. Zajema različne teme od visoke antike do leta 756, četrtina knjige pa se  osredotoča na dinastijo Tang. Knjigo je napisal Du Jou med letoma 766 in 801. Vsebuje 200 zvezkov in približno 1,7 milijona besed in včasih velja za najbolj reprezentativno sodobno besedilo dinastije Tang. Du Jou je v Tongdian vključil veliko gradiva iz drugih virov, vključno s knjigo, ki jo je napisal njegov nečak Du Huan, ujet v znameniti bitki pri reki Talas med Tangi in Arabci leta 751. Na Kitajsko se je vrnil šele deset let kasneje. Tongdian je stoletja kasneje postal model za dela učenjakov Dženg Čiaa in Ma Duanlina.
Robert G. Hoyland trdi, da je bil prvi osnutek Tongdiana "zgodovina človeških institucij od najzgodnejših časov do vladavine cesarja Šuandonga iz Tanga", ko so se kasneje institucije še naprej razvijale, pa je bil revidiran. V Tongdian so bili vključeni deli Lu Džijevega Džengdiana in predpisi obredov Velikega Tanga in obdobja Kaijuana, ki so jih leta 732  sestavili Šiao Song in drugi. Tongdian ni bil nikoli vključen v kanon Štiriindvajsetih zgodovin, vendar je bil obširno citiran v več knjigah, začenši s Staro knjigo Tanga. 

## Vsebina
1. 食貨典 Živila in blago
2. 選舉典 Izpit in napredovanje
3. 職官典 Državni uradi
4. 禮典 Obredi
5. 樂典 Glasba
6. 兵典 Vojska
7. 刑法典 Kazensko pravo
8. 州郡典 Lokalna uprava
9. 邊防典 Obrabma meja